# Desenlazado
En el campo matemático de la teoría de nudos, un elemento desenlazado es una configuración sin enlaces (o también desvinculada o desenlazada), y se define como una ligadura que es equivalente (bajo isotopía del ambiente) a un número finito de circunferencias disjuntas en el plano.

## Propiedades
- Una ligadura de ncomponentes L ⊂ S3 se dice que está desvinculada si y solo si existen n discos incrustados inconexos D i ⊂ S3 tales que L = ∪i∂Di.
- Una ligadura con un único componente es desvinculada si y solo si, es el nudo trivial.
- El grupo de ligaduras de una configuración desvinculada de n componentes es el grupo libre sobre n generadores y se utiliza para clasificar las ligaduras de Brunnian.

## Ejemplos
- El eslabón de Hopf es un ejemplo simple de un enlace con dos componentes que no es una ligadura.
- Los nudos borromeos forman un enlace con tres componentes que no es un elemento desenlazado; sin embargo, dos de los anillos considerados por sí solos forman un desenlazado de dos componentes.
- Taizo Kanenobu ha demostrado que para todo n > 1 existe una ligadura hiperbólica de n componentes tales que cualquier subenlace adecuado es un elemento sin enlaces (un enlace bruniano). El eslabón de Whitehead y el nudo borromeo son ejemplos de n = 2, 3.[1]

## Lecturas relacionadas
- Kawauchi, A. "A Survey of Knot Theory" (Un Estudio de la Teoría de Nudos). Birkhauser.

- Datos: Q2791199
- Multimedia: Unlinks / Q2791199